# Вулиця Марії Батракової (Мелітополь)
Вулиця Марії Батракової — вулиця в Мелітополі. Починається від провулок Марії Батракової, йде паралельно вулиці Пушкіна і закінчується на границі міста. Забудована приватними будинками.

## Назва
Вулиця названа на честь Марії Батракової, Героя Радянського Союзу, яка 30 вересня 1943 року під час форсування річки Молочної замінила загиблого командира роти та підняла бійців в атаку, отримавши важке поранення. Поруч також є провулок Марії Батракової.

## Історія
Рішення про прорізку й найменування вулиці ухвалено 4 вересня 1953 року. Вулиця носила назву Комсомольської.
2016 року в ході декомунізації вулиця перейменована на вулицю Марії Батракової.